# アナトーリー・デミドフ

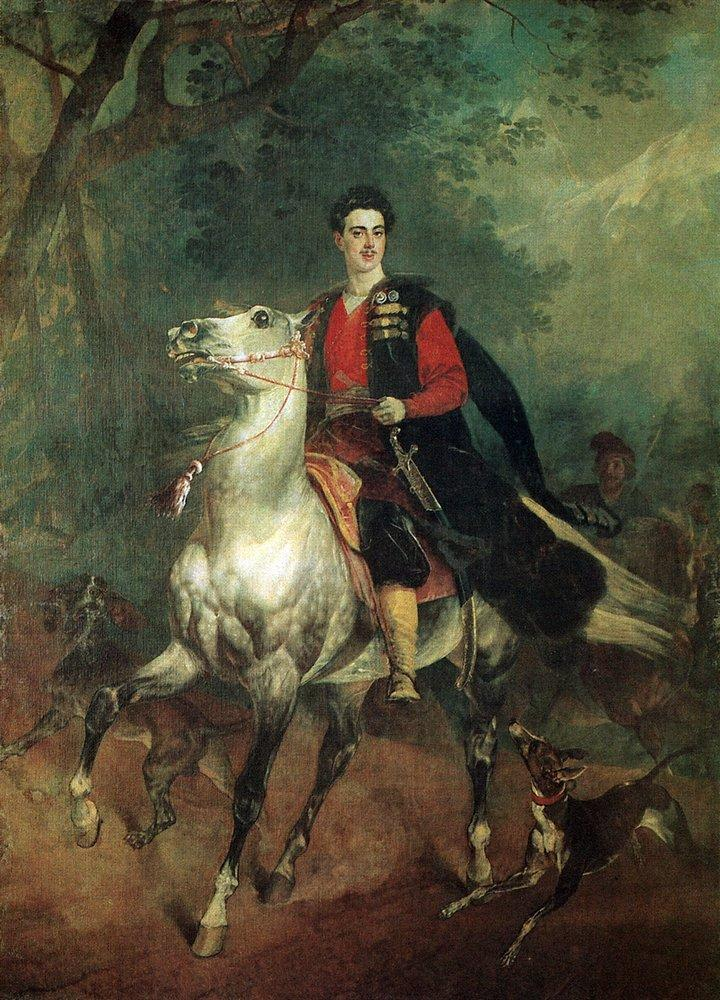
アナトーリー・デミドフ、カール・ブリューロフ画、1831年、フィレンツェ、ピッティ美術館蔵

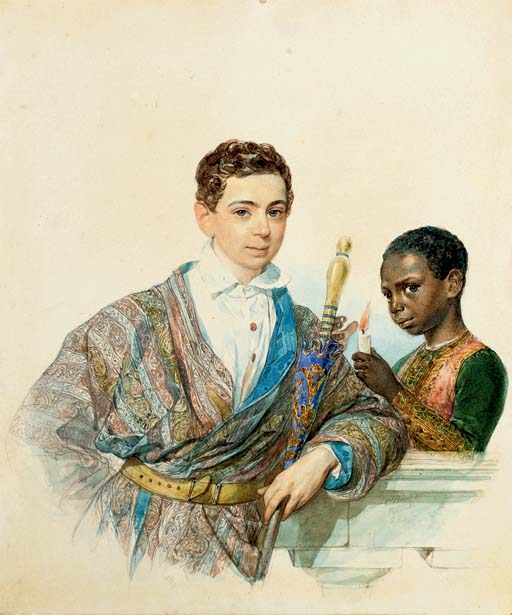
少年時代のアナトーリーと黒人の召使いの少年、カール・ブリューロフ画、1829年

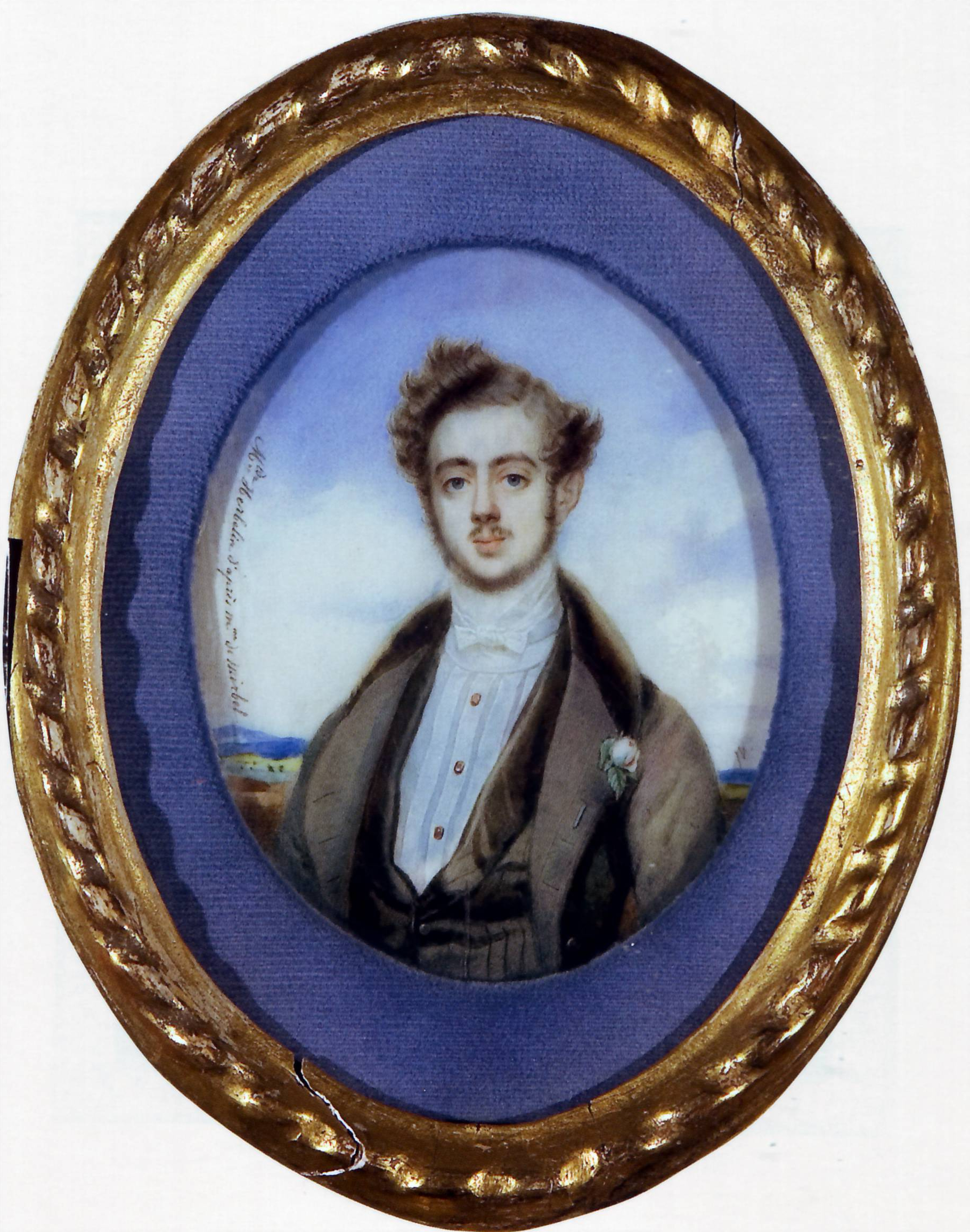
アナトーリー・デミドフ、ジャンヌ＝マチルド・エルブラン(Jeanne-Mathilde Herbelin)画

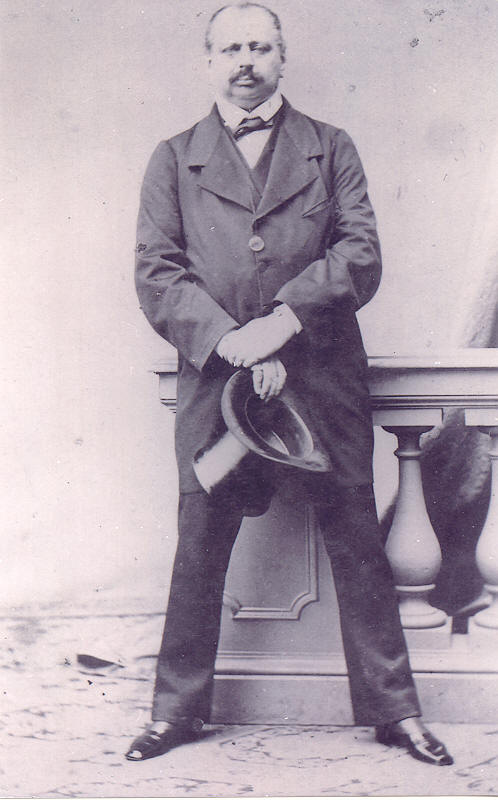
アナトーリー・デミドフ、1850年頃に撮影した写真

アナトーリー・ニコラーエヴィチ・デミドフ（Анатолий Николаевич Демидов, 1813年4月5日 サンクトペテルブルク - 1870年4月29日 パリ）は、ロシアの実業家、芸術の後援者。伯爵、初代サン・ドナート公。

## 生涯
ニコライ・デミドフ伯爵とその妻エリザヴェータ・アレクサンドロヴナ・ストロガノヴァとの間の次男としてサンクトペテルブルクで生まれた。父が大使として赴任していたパリのリュ・ラ・ボエティ通り87番地の邸宅で育った。父伯爵は外交官としてパリ、ローマ、ヴェネツィアなどを転々としていた。1828年に父伯爵が死ぬと、デミドフは西ヨーロッパに住むのを好んで、出来る限りロシアには帰らないようにした。皇帝ニコライ1世はロシアから遠ざかろうとするデミドフを嫌い、このためデミドフはますます母国と疎遠になった。
1837年から1838年にかけ、デミドフは22人の学者、作家、芸術家で構成された、ロシア南部地方およびクリミアを調査地域とする学術探検隊を組織した。この探検隊の隊長は経済学者のピエール・ギヨーム・フレデリック・ル・プライであった。調査団に加わった者のうち、画家のオーギュスト・ラフェと批評家のジュール・ジャナンがデミドフの友人になった。この調査・探検には50万フランが費やされ、その成果はラフェ制作の100枚におよぶリトグラフが添付された『南ロシアおよびクリミア探検（Voyage dans la Russie méridionale et la Crimée）』という書物の形で発表された。同書はニコライ1世に献呈されたものの、調査団のメンバーが主にフランス人だったことを不快に思っていた皇帝は、同書に何の関心も示さなかった。
1840年、デミドフは『ジュルナル・デ・デバ』誌にロシアに関する記事をいくつか寄稿した。これらの記事はその年のうちに『Lettres sur l’Empire de Russie』という本にまとめられている。デミドフの出版したこの本は、フランス人が抱いているロシアに関するステレオタイプな観念を変えたいという考えのもとに出されたのであった。しかし、ロシアの封建制について書いたデミドフの記事はまたもやニコライ1世を怒らせることになった。1842年、デミドフはスウェーデン王立科学アカデミーの外国人会員に選ばれている。1847年には、デミドフは友人ラフェを伴ってスペイン旅行に赴き、この時の旅行記はかなり後の1858年になって『Etapes maritimes sur les côtes d'Espagne』として発表された。
デミドフはまた、フィレンツェ近郊の持ち家の一つヴィラ・サン・ドナートに父が収集していたデミドフ・コレクションをかなりの規模に拡大したことでも知られる。彼は特にロマン主義芸術に関心が深かった。1834年のパリ官展では、デミドフはポール・ドラローシュの『レディ・ジェーン・グレイの処刑』を買い上げた。1833年にデミドフがフランソワ・マリウス・グラネの『プッサンの死』を購入した時は、大きなセンセーションを巻き起こした。デミドフはウジェーヌ・ドラクロワやリチャード・パークス・ボニントンにも絵画制作を依頼していたし、ロシア人画家カール・ブリューロフに『ポンペイ最後の日』を描かせてもいる。デミドフの収集品は1863年、そして1870年に彼自身が死ぬ直前の2回の競売によって散逸した。
両親と同様、デミドフはナポレオン1世の熱烈な崇拝者であった。彼はナポレオンが最初に流されたエルバ島で居館としたサン・マルティーノ館の下方に記念館を建て、また同島の町ポルトフェッラーイオの住民たちに、ナポレオン皇帝の命日である5月5日にはミサを挙げさせる決まりまで作った（この決まりは今も守られている）。
1839年、デミドフはジュール・ジャナンにより、ナポレオンの弟で旧ヴェストファーレン王国の統治者だったジェローム・ボナパルトとその取り巻きたちに紹介された。デミドフとジェロームの娘マチルド・ボナパルトとの縁談がすぐに持ち上がった。婚約が成立すると、デミドフは5万フラン相当の宝石類をマチルドに贈呈し、24万フランを分割払いで与えることが取り決められた。もっとも、デミドフが婚約者に贈った宝石類は、金に困っていた花嫁の父ジェロームからデミドフが100万フランという法外な値段で買い取ったものだった。
結婚後もマチルドが「プランセス」の称号を名乗り続けられるようにするため、1840年10月20日にデミドフはトスカーナ大公レオポルド2世からサン・ドナート公（Principe di San Donato）の称号を授かった。しかしながら、サン・ドナート公の称号はロシア政府の承認するところとならず、デミドフは母国では伯爵のままであった。デミドフとマチルドの結婚式は1840年11月1日にローマで執り行われた。
1841年3月にデミドフ夫妻はサンクトペテルブルクに到着した。皇帝ニコライ1世は従姪にあたるマチルドの美しさにすっかり魅了され、デミドフを侮辱することすら忘れてしまった。妻のおかげで母国での体面を保てたにもかかわらず、デミドフはすぐに不倫の情事に走り始めた。1841年8月に夫妻はパリに戻り、サン・ドミニク通り109番地にある私邸オテル・デミドフで翌1842年6月まで暮らし、再びサンクトペテルブルクで1年間過ごした後、ヴィラ・サン・ドナートに身を落ちつけた。デミドフとマチルドの夫婦仲は早くに破綻し、マチルドはエミリアン・ド・ニューウェルケルク伯爵を愛人にし、デミドフはディーノ公爵夫人ヴァランティーヌを愛人にしていた。
マチルドは夫の愛人ヴァランティーヌと舞踏会で派手な喧嘩騒ぎを起こし、その仕返しにデミドフは公衆の面前で妻を二回も平手打ちにした。デミドフによる妻に対する激しい暴力は、やがて裁判沙汰にまで発展することになった。1846年9月、マチルドはパリを離れ、結婚の贈り物だった宝石類を携えて愛人ニューウェルケルク伯爵のもとに避難した。デミドフはサンクトペテルブルクの法廷から、マチルドに年20万フランの年金を支払うこと、妻が持ち去った宝石類を取り戻そうとしないことを命じられた。デミドフは裁判所命令を受け入れ、デミドフ夫妻の離別は1847年、ニコライ1世の個人的な裁決によって成立した。デミドフの愛人にはディーノ公爵夫人のほかに、当時ヨーロッパ世界で最も美しい女性の一人とされていたピアニストのマリア・カレルギス伯爵夫人、エルネスティーヌ・デュヴェルジェ、第8代ロシュフコー公爵の娘ファニー（デミドフとの間に男児をもうけた）などがいた。
離婚にまつわる醜聞で傷ついた社会的信用を回復するため、デミドフは慈善事業に精を出すようになった。彼は私財を投じて病院や孤児院を設立し、クリミア戦争の捕虜救済のための国際委員会を立ち上げている。デミドフ自身がクリミア戦争ではロシア政府に100万ルーブルを拠出し、その功によってアレクサンドル2世から侍従および国家評議会議員の地位を与えられているにもかかわらず、である。1860年には、シャルル・ド・モルニー公爵らとともに、リゾート地ドーヴィルに投資家のための相互扶助協会を創設している。
享楽家、通人として知られたデミドフは、様々なフランス料理の献立にその名前が冠されている。デミドフは1870年、肺血栓のためにパリの自宅オテル・デミドフで亡くなった。彼には嫡出子がいなかったため、サン・ドナート公の称号は甥のパーヴェル・パヴロヴィチ・デミドフが相続した。

## 著作
- Observations météorologiques faites à Nyjne-Tagielsk et à Vicino Outkinsk, Monts Oural, Gouvernement de Perm. Paris 1839 ff.
- Anatolīĭ Demidov (principe di San Donato), André Durand, Denis Auguste Marie Raffet: Voyage pittoresque et archéologique en Russie: exécuté en 1839 sous la direction de M. Anatole de Démidoff, Gihaut Frères, 1840
- Voyage dans la Russie méridionale et la Crimée, par la Hongrie, la Valachie et la Moldavie. Bibliothèque de Sorbonne, Paris 2005 (1 CD-ROM, Repr. d. Ausg. Paris 1840)
- Lettres sur l'empire de Russie. Bethune, Paris 1840
- Album de voyage pittoresque et archéologique. Bourdine, Paris 1849 (3 Bde.)
- La Toscane. Album pittoresque et archéologique. Edizioni Giunti, Florenz 1993 (Repr. d. Ausg. Paris 1871)